# The best of Syd Barret.Wouldn,t you miss me?
The Best of Syd Barret, Wouldn't You Miss Me? es una recopilación de temas de Syd Barrett, procedente de sus discos de solista "The Madcap Laughs", "Barret" y "Opel", excepto la canción Bob Dylan Blues. La remasterización de las canciones y publicación del álbum en 2001 fue llevada a cabo por Harvest bajo el sello de EMI.
El álbum engloba los temas más populares de la carrera en solitario de Barret que fueron compuestos por este en su totalidad excepto Golden Hair (basada en un poema de James Joyce).
El libreto que acompaña al disco contiene numerosas fotografías, una entrevista a Mark Partress, y una canción inédita e inacabada de Barret.
El disco contiene un gran contraste de canciones, a destacar canciones como "Octopus", la genial "Effervesing Elephant", "Dominoes", "Wouldn´t You Miss Me" (Dark Globe en la versión de the Madcap Laughs), "Terrapin", "Baby Lemonade", "Bob Dylan Blues" Y "Opel"

## Canciones
1. Octopus.
2. Late Night
3. Terrapin
4. Swan Lee (Silas Lang)
5. Wolfpack
6. Golden Hair
7. Here I Go
8. Long Gone
9. Opel
10. No Good Trying
11. Baby Lemonade
12. Gigolo Aunt
13. Dominoes
14. Wouldnt You Miss Me (Dark Globe)
15. Wined and Dined
16. Effervesing Elephant
17. Waving my Arms in the Air
18. I Never Lied to You
19. Love Song
20. Two of a Kind (Richard Wright, Syd Barrett)
21. Bob Dylan Blues
22. Golden Hair (Instrumental)

- Datos: Q6145536